# Danh sách lễ rước đuốc Olympic
Lễ rước đuốc Olympic là nghi lễ rước ngọn lửa Olympic từ Olympia, Hy Lạp, đến nơi đăng cai Thế vận hội. Nghi lễ này lần đầu xuất hiện tại Thế vận hội Berlin 1936, kể từ đó đã diễn ra trước mỗi kỳ Thế vận hội.

## Thế vận hội Mùa hè
| Nơi diễn ra Thế vận hội        | Ngày | Tổng quãng đường (km) | Tổng số người cầm đuốc | Quãng đường |
| ------------------------------ | ---- | --------------------- | ---------------------- | --- |
| Berlin 1936                    | 8    | 3.422                 | 3.422                  | Olympia – Athens – Thessaloniki (Hy Lạp) – Sofia (Bulgaria) – Belgrade (Nam Tư) – Budapest (Hungary) – Viên (Áo) – Praha (Tiệp Khắc) – Dresden – Berlin (Đức) Có hai lễ rước đuốc phụ mang ngọn lửa từ Sân vận động ở Berlin tới các bên ngoài địa điểm môn thể thao dưới nước: Grunau (chèo thuyền), và Kiel (thuyền buồm). Đài lửa ở Kiel nằm cạnh tàu Hanseatic cũ trong vịnh. Kiel cũng là nơi tổ chức thuyền buồm tại Thế vận hội München 1972. |
| / Hủy 1940                     |      |                       |                        | Bài chi tiết: Lễ rước đuốc Thế vận hội Mùa hè 1940 |
| Hủy 1944                       |      |                       |                        | Bài chi tiết: Lễ rước đuốc Thế vận hội Mùa hè 1944 |
| Luân Đôn 1948                  | 13   | 7.870                 | 3.372                  | Olympia – Corfu (Hy Lạp) (bằng tàu) Bari – Milano (Ý) – Lausanne – Genève (Thụy Sĩ) – Besançon – Metz (Pháp) – Luxembourg (Luxembourg) – Bruxelles (Bỉ) – Lille – Calais (Pháp) (bằng tàu)– Dover – Luân Đôn (Anh Quốc) Lễ thứ hai mang ngọn lửa từ Wembley, nơi diễn ra đại hội, tới trung tâm đua thuyền buồm ở Torbay, thông qua Slough, Basingstoke, Salisbury, và Exeter. |
| Helsinki 1952                  | 5    | 3.365                 | 1.416                  | Olympia - Athens (Hy Lạp) (bằng máy bay) Aalborg - Odense - Copenhagen (Đan Mạch) (bằng tàu) Malmö - Göteborg - Stockholm (Thụy Điển) Tornio - Oulu - Helsinki (Phần Lan). Ngọn lửa thứ hai được thắp sáng ở Pallastunturi (Phần Lan) và hòa vào làm một tại Tornio |
| Melbourne 1956                 | 21   | 20.470                | 3.118                  | Olympia - Athens (Hy Lạp) (bằng máy bay) Darwin - Brisbane - Sydney - Canberra - Melbourne (Úc) |
| Stockholm 1956 (Môn cưỡi ngựa) | 9    | 1.000                 | 490                    | Olympia - Athens (Hy Lạp) (bằng máy bay) Copenhagen (Đan Mạch) (bằng tàu) Malmö - Stockholm (Thụy Điển) |
| Roma 1960                      | 14   | 2.750                 | 1.529                  | Olympia - Athens (Hy Lạp) (bằng tàu) Siracusa - Catania - Messina - Reggio Calabria - Napoli - Roma (Ý) |
| Tokyo 1964                     | 51   | 20.065                | 870                    | Olympia - Athens (Hy Lạp) (bằng máy bay) Istanbul (Thổ Nhĩ Kỳ) - Beirut (Liban) - Tehran (Iran) - Lahore (Pakistan) - New Delhi (Ấn Độ) - Yangon (Miến Điện) - Bangkok (Thái Lan) - Kuala Lumpur (Malaysia) - Manila (Philippines) - Hồng Kông (Hồng Kông) - Đài Bắc (Trung Hoa Dân Quốc) - Okinawa - Tokyo (Nhật Bản, sau bốn chặng khác nhau) |
| Thành phố México1968           | 51   | 13.620                | 2.778                  | Olympia - Athens (Hy Lạp) (bằng tàu) Genova (Ý) (bằng tàu) Barcelona - Madrid - Sevilla - Palos (bằng tàu) Las Palmas (Tây Ban Nha) - Đảo San Salvador (Bahamas) - Veracruz - Thành phố México (México) |
| München 1972                   | 30   | 5.532                 | 6.000                  | Olympia - Athens - Thessaloniki (Hy Lạp) - Istanbul (Thổ Nhĩ Kỳ) - Varna (Bulgaria) - Bucharest - Timişoara (România) - Beograd (Nam Tư) - Budapest (Hungary) - Viên - Linz - Salzburg - Innsbruck (Áo) - Garmisch-Partenkirchen - München (Tây Đức) |
| Montréal 1976                  | 5    | 775                   | 1.214                  | Olympia - Athens (Hy Lạp) (truyền dẫn vệ tinh) Ottawa - Montreal (Canada) |
| Moskva 1980                    | 31   | 4.915                 | 5.000                  | Olympia - Athens - Thessaloniki (Hy Lạp) - Sofia (Bulgaria) - Bucharest (România) - Chişinău - Kiev - Tula - Moskva (Liên Xô) |
| Los Angeles 1984               | 83   | 15.000                | 3.636                  | Olympia - Athens (Hy Lạp) (bằng máy bay) New York – Boston – Philadelphia – Washington – Detroit – Chicago – Indianapolis – Atlanta – St. Louis – Dallas – Denver – Thành phố Salt Lake – Seattle – San Francisco – San Diego - Los Angeles (Hoa Kỳ) |
| Seoul 1988                     | 26   | 15.250                | 1.467                  | Olympia - Athens (Hy Lạp) (bằng máy bay) Jeju - Busan - Seoul (Hàn Quốc) |
| Barcelona 1992                 | 51   | 6.307                 | 10.448                 | Olympia - Athens (Hy Lạp) (bằng tàu) Empúries - Bilbao - A Coruña - Madrid - Seville (bằng máy bay) Las Palmas - Málaga - Valencia (bằng tàu) Palma de Mallorca – Barcelona (Tây Ban Nha) |
| Atlanta 1996                   | 112  | 29.016                | 13.267                 | Olympia - Athens (Hy Lạp) (bằng máy bay) Los Angeles – Las Vegas – San Francisco – Seattle – Thành phố Salt Lake – Denver – Dallas – St. Louis – Minneapolis – Chicago – Detroit - Boston – New York – Philadelphia – Washington, D.C. – Miami – Birmingham - Atlanta (Hoa Kỳ) |
| Sydney 2000                    | 127  | 27.000                | 13.300                 | Olympia - Athens (Hy Lạp) (bằng máy bay) Guam - Palau - Liên bang Micronesia - Nauru - Quần đảo Solomon -Papua New Guinea - Vanuatu - Samoa - Samoa thuộc Mỹ - Quần đảo Cook - Tonga - Queenstown - Christchurch - Wellington - Rotorua - Auckland (New Zealand) - Uluru - Brisbane - Darwin - Perth - Adelaide - Melbourne - Canberra - Sydney (Úc) |
| Athens 2004                    | 142  | 86.000                | 11.360                 | Olympia - Marathonas - Athens (Hy Lạp) (bằng máy bay) Sydney - Melbourne (Úc) - Tokyo (Nhật Bản) - Seoul (Hàn Quốc) - Bắc Kinh (Trung Quốc) - Delhi (Ấn Độ) - Cairo (Ai Cập) - Cape Town (Nam Phi) - Rio de Janeiro (Brasil) - Thành phố México (México) - Los Angeles - St. Louis - Atlanta - New York (Hoa Kỳ) - Montréal (Canada) - Antwerp - Bruxelles (Bỉ) - Amsterdam (Hà Lan) - Lausanne - Genève (Thụy Sĩ) - Paris (Pháp) - Luân Đôn (Anh Quốc) - Madrid - Barcelona (Tây Ban Nha) - Roma (Ý) - München - Berlin (Đức) - Stockholm (Thụy Điển) - Helsinki (Phần Lan) - Moskva (Nga) - Kiev (Ukraina) - Istanbul (Thổ Nhĩ Kỳ) - Sofia (Bulgaria) - Nicosia (Síp) - Heraklion - Thessaloniki - Patras - Athens (Hy Lạp) |
| Bắc Kinh 2008                  | 130  | 137.000               | 21.880                 | Olympia - Marathonas - Athens (Hy Lạp) (bằng máy bay) Bắc Kinh (Trung Quốc) (bằng máy bay) Almaty (Kazakhstan) (bằng máy bay) Istanbul (Thổ Nhĩ Kỳ) (bằng máy bay) Sankt-Peterburg (Nga) (bằng máy bay) Luân Đôn (Anh Quốc) – Paris (Pháp) (bằng máy bay) San Francisco (Hoa Kỳ) (bằng máy bay) Buenos Aires (Argentina) (bằng máy bay) Dar es Salaam (Tanzania) – Muscat (Oman) – Islamabad (Pakistan) – Mumbai (Ấn Độ) – Băng Cốc (Thái Lan) – Kuala Lumpur (Malaysia) – Jakarta (Indonesia) – Canberra (Úc) – Nagano (Nhật Bản) – Seoul (Hàn Quốc) – Bình Nhưỡng (Bắc Triều Tiên) – Thành phố Hồ Chí Minh (Việt Nam) - Hồng Kông (Hồng Kông, Trung Quốc) – Ma Cao (Ma Cao, Trung Quốc) – Tam Á - Ngũ Chỉ Sơn - Vạn Ninh - Hải Khẩu - Quảng Châu - Thâm Quyến - Huệ Châu - Sán Đầu - Phúc Châu - Tuyền Châu - Hạ Môn - Long Nham - Thụy Kim - Tỉnh Cương Sơn - Nam Xương - Ôn Châu - Ninh Ba - Hàng Châu - Thiệu Hưng - Gia Hưng - Thượng Hải - Tô Châu - Nam Thông - Thái Châu - Dương Châu - Nam Kinh - Hợp Phì - Hoài Nam - Vu Hồ - Kê Tây - Hoàng Sơn - Vũ Hán - Nghi Xương - Kinh Châu - Nhạc Dương - Trường Sa - Thiều Sơn - Quế Lâm - Nam Ninh - Bách Sắc - Côn Minh - Lệ Giang - Shangri-La - Quý Dương - Khải Lý - Tuân Nghĩa - Trùng Khánh - Quảng An - Miên Dương - Quảng Hán - Lhasa - Golmud - Hồ Thanh Hải - Tây Ninh - Ürümqi - Kashi - Thạch Hà Tử - Xương Cát - Đôn Hoàng - Gia Dục Quan - Tửu Tuyền - Thiên Thủy - Lan Châu - Trung Vệ - Ngô Trung - Ngân Xuyên - Diên An - Dương Lăng - Hàm Dương - Tây An - Vận Thành - Bình Dao - Thái Nguyên - Đại Đồng - Hohhot - Ordos - Bao Đầu - Xích Phong - Tề Tề Cáp Nhĩ - Đại Khánh - Cáp Nhĩ Tân - Tùng Nguyên - Trường Xuân - Cát Lâm - Diên Cát - Thẩm Dương - Bản Khê - Liêu Dương - An Sơn - Đại Liên - Yên Đài - Uy Hải - Thanh Đảo - Nhật Chiếu - Lâm Nghi - Khúc Phụ - Thái An - Tế Nam - Thương Khâu - Khai Phong - Trịnh Châu - Lạc Dương - An Dương - Thạch Gia Trang - Tần Hoàng Đảo - Đường Sơn – Thiên Tân – Lạc Sơn - Tự Cống - Nghi Tân - Thành Đô - Sơn Nam - Bắc Kinh (Trung Quốc) Chặng Tứ Xuyên bị hủy do động đất. |
| Luân Đôn 2012                  | 70   | 12.800                | 8.000                  | Hy Lạp: Olympia - Heraklion - Ioannina - Thessaloniki - Athens Vương quốc Liên hiệp Anh và Bắc Ireland: Land's End - Plymouth - Torquay - Exeter - Barnstaple - Taunton - Glastonbury - Bath - Bristol - Gloucester - Worcester - Cardiff - Swansea - Aberystwyth - Bangor - Chester - Much Wenlock - Stoke-on-Trent - Liverpool Đảo Man: Douglas Vương quốc Liên hiệp Anh và Bắc Ireland: Belfast - Derry - Newry Cộng hòa Ireland: Dublin Vương quốc Liên hiệp Anh và Bắc Ireland: Belfast - Stranraer - Glasgow - Inverness - Kirkwall - Lerwick - Stornoway - Inverness - Aberdeen - Dundee - St Andrews - Stirling - Edinburgh - Newcastle upon Tyne - Kingston upon Hull - York - Carlisle - Dumfries - Blackpool - Manchester - Leeds - Sheffield - Nottingham - Derby - Birmingham - Stratford-upon-Avon - Rugby - Coventry - Norwich - Ipswich - Cambridge - Stoke Mandeville - Oxford - Windsor - Ascot - Reading - Winchester - Salisbury - Shaftesbury - Bournemouth - Southampton Guernsey: Saint Peter Port Jersey: Saint Helier Vương quốc Liên hiệp Anh và Bắc Ireland: Portsmouth - Chichester - Brighton - Hastings - Dover - Canterbury - Maidstone - Luân Đôn. |
| Rio de Janeiro 2016            | 106  | 20.000                | 12.000                 | Hy Lạp: Olympia - Pyrgos - Amaliada - Lechaina - Zakynthos - Patras - Cầu Rio-Antirio - Missolonghi - Astakos - Lefkada - Nicopolis - Preveza - Igoumenitsa - Kérkyra - Ioannina - Veria - Thessaloniki - Serres - Drama - Kavála - Alexandroupoli - Komotini - Xanthi - Katerini - Larissa - Chalcis - Marathon, Hy Lạp - Athens (bằng máy bay) Thụy Sĩ Lausanne - Genève (bằng máy bay) Brasil: Brasilia - Corumbá de Goiás - Anápolis - Itaberaí - Goiás - Inhumas - Goiânia - Trindade - Aparecida de Goiânia - Piracanjuba - Morrinhos - Caldas Novas - Pires do Rio - Ipameri - Goiandira - Araguari - Uberlândia - Uberaba - Araxa - Serra do Salitre - Patrocínio - Patos de Minas - Varjão de Minas - Pirapora - Montes Claros - Bocaiúva - Couto de Magalhães de Minas - Diamantina - Curvelo - Datas - Serro - Guanhães - Governador Valadares - Naque - Coronel Fabriciano - Itabira - Ouro Preto - Itabirito - Betim - Contagem - Belo Horizonte - São João del-Rei - Tiradentes - Barbacena - Juiz de Fora - Bicas - Leopoldina - Muriaé - Itaperuna - Bom Jesus do Itabapoana - Cachoeiro de Itapemirim - Guarapari - Vila Velha - Vitória - Serra - Aracruz - Colatina - Linhares - Sao Mateus, Espirito Santo - Teixeira de Freitas - Itamaraju - Santa Cruz Cabrália - Porto Seguro - Eunápolis - Itapetinga - Vitória da Conquista - Itambe - Floresta Azul - Ibicaraí - Itabuna - Ilhéus - Itacaré - Camamu - Ituberá - Cairu - Valenca - Lençóis - Salvador-Feira de Santana - Riachão do Jacuípe - Capim Grosso - Senhor do Bonfim - Jaguarari - Juazeiro - Sobradinho, Bahia - Petrolina - Lagoa Grande, Pernambuco - Santa Maria da Boa Vista - Orocó - Cabrobó - Paulo Afonso - Canindé de São Francisco - Poço Redondo - Nossa Senhora da Glória - Nossa Senhora das Dores - Aracaju - Propriá - Propriá - São Sebastião - Arapiraca - São Miguel dos Campos - Maceió - Murici - União dos Palmares - Garanhuns - Lajedo - Caruaru - Gravatá - Jaboatão dos Guararapes - Recife - Ipojuca - Porto de Galinhas - Olinda - Igarassu - Goiana - Pedras de Fogo - Itabaiana - Campina Grande - Guarabira - Sapé - João Pessoa - Mamanguape - São José de Mipibu - Parnamirim - Natal - Fernando de NoronhaLajes - Angicos - Açu - Mossoró - Aracati - Aquiraz - Fortaleza - Caucaia - Itapajé - Irauçuba - Forquilha - Sobral - Massapê - Granja - Camocim - Barroquinha - Parnaíba - Piracuruca - Piripiri - Campo Maior - Altos - Teresina - Palmas - São Luís - Barreirinhas - Imperatriz - Belém - Macapá. |
| Tokyo 2020                     |      | 20,000                | 10,000                 | Hy Lạp: Olympia |

## Thế vận hội Mùa đông
| Nơi diễn ra Thế vận hội  | Ngày | Tổng quãng đường (km) | Tổng số người cầm đuốc | Quãng đường |
| ------------------------ | ---- | --------------------- | ---------------------- | --- |
| Oslo 1952                | 2    | 225                   | 94                     | Morgedal – Oslo (Na Uy) |
| Cortina d'Ampezzo 1956   | 5    |                       |                        | Roma (bằng tàu hỏa) Venice – Cortina d'Ampezzo (Ý) |
| Squaw Valley 1960        | 19   | 960                   | 700                    | Morgedal – Oslo (Na Uy) (bằng máy bay) Los Angeles – Fresno – Squaw Valley (Hoa Kỳ) |
| Innsbruck 1964           | 8    |                       |                        | Olympia – Athens (Hy Lạp) (bằng máy bay) Viên – Innsbruck (Áo) |
| Grenoble 1968            | 50   | 7.222                 | 5.000                  | Olympia – Athens (Hy Lạp) (bằng máy bay) Paris – Strasbourg – Lyon – Bordeaux – Toulouse – Marseille – Nice – Chamonix – Grenoble (Pháp) |
| Sapporo 1972             | 38   | 18.741                | 16.300                 | Olympia – Athens (Hy Lạp) (bằng máy bay) Okinawa (bằng máy bay) Tokyo – Sapporo (Nhật Bản) |
| Innsbruck 1976           | 6    | 1.618                 |                        | Olympia – Athens (Hy Lạp) (bằng máy bay) Viên (chặng 1) Linz – Salzburg – Innsbruck (chặng 2) Graz – Klagenfurt – Innsbruck (Áo) |
| Lake Placid 1980         | 15   | 12.824                | 52                     | Olympia – Athens (Hy Lạp) (bằng máy bay) Shannon (Ireland) Langley Air Force Base, Hampton – Washington – Baltimore – Philadelphia – New York – Albany – Lake Placid (Hoa Kỳ) |
| Sarajevo 1984            | 11   | 5.289                 | 1.600                  | Olympia – Athens (Hy Lạp) (bằng máy bay) Dubrovnik (chặng 1) Split – Ljubljana – Zagreb - Sarajevo (chặng 2) Skopje – Novi Sad – Belgrade – Sarajevo (Nam Tư) |
| Calgary 1988             | 95   | 18.000                | 6.250                  | Olympia – Athens (Hy Lạp) (bằng máy bay) St. John’s, Newfoundland – Thành phố Québec – Montréal – Ottawa – Toronto – Winnipeg – Inuvik – Vancouver – Edmonton – Calgary (Canada) |
| Albertville 1992         | 58   | 5.500                 | 5.500                  | Olympia – Athens (Hy Lạp) (bằng Concorde) Paris – Nantes – Le Havre – Lille – Strasbourg – Limoges – Bordeaux – Toulouse – Ajaccio – Nice – Marseille – Lyon – Grenoble – Albertville (Pháp) |
| Lillehammer 1994         | 82   | 12.000                | 7.000                  | Olympia – Athens (Hy Lạp) (chính bằng máy bay: Frankfurt – Stuttgart – Karlsruhe – Düsseldorf – Cologne – Hamburg (Đức) – Copenhagen (Đan Mạch) – Stockholm (Thụy Điển)) – Oslo – Lillehammer (Na Uy) (Quốc gia: Morgedal – Kristiansand – Stavanger – Bergen – Gullfaks – Bergen – Trondheim – Tromsø – Svalbard – Tromsø – Bodø – Oslo – Lillehammer (Na Uy)) |
| Nagano 1998              | 51   | 3.486                 | 6.901                  | Olympia – Athens (Hy Lạp) (bằng máy bay) Tokyo (chặng 1) Hokkaidō – Chiba – Tokyo – Nagano (chặng 2) Okinawa – Hiroshima – Kyoto – Nagano (chặng 3) Kagoshima – Osaka – Shizuoka – Nagano (Nhật Bản) |
| Thành phố Salt Lake 2002 | 85   | 21.275                | 12.012                 | Olympia – Athens (Hy Lạp) (bằng máy bay) Atlanta – Charleston, South Carolina - Jacksonville, Florida - St. Augustine, Florida – Orlando, Florida - Miami – Mobile, Alabama – Biloxi, Mississippi – New Orleans - Houston – San Antonio – Austin, Texas - Dallas – Little Rock, Arkansas - Memphis - Nashville, Tennessee – Louisville, Kentucky – Cincinnati– Pittsburgh – Cumberland, Maryland – Washington, D.C. – Baltimore – Philadelphia – New York - Hartford, Connecticut – Providence, Rhode Island - Boston – Burlington, Vermont - Lake Placid – Syracuse - Cleveland - Columbus, Ohio – Chicago – Milwaukee - Detroit – Fort Wayne, Indiana – Indianapolis – Lexington – St. Louis - Kansas City – Omaha – Wichita - Oklahoma City – Amarillo - Albuquerque - Phoenix – Los Angeles – San Francisco – Squaw Valley – Reno – Portland – Seattle – Juneau – Boise – Bozeman – Cheyenne – Denver – Thành phố Salt Lake (Hoa Kỳ) |
| Torino 2006              | 75   | 11.300                | 10.000                 | Olympia – Athens (Hy Lạp) (bằng máy bay) Roma – Firenze – Genova – Cagliari - Valletta (Malta) – Palermo – Napoli – Bari – Ancona – San Marino (San Marino) – Bologna – Venezia – Trieste - Ljubljana (Slovenia) - Klagenfurt (Áo) - Trento – Cortina d'Ampezzo – Milano - Lugano (Thụy Sĩ) - Bardonecchia – Albertville (Pháp) - Torino |
| Vancouver 2010           | 106  | 45.000+               | 12.000+                | Olympia – Athens (Hy Lạp) (bằng máy bay) Victoria, British Columbia – Yukon – Các Lãnh thổ Tây Bắc – Alberta – Saskatchewan – Manitoba – Nunavut – Québec – Newfoundland và Labrador – Nova Scotia – Đảo Prince Edward – New Brunswick – Quebec – Ontario – Manitoba – Saskatchewan – Alberta (Canada) – Washington (Hoa Kỳ) – Vancouver (Canada) |
| Sochi 2014               | 123  | 65.000                |                        | Olympia – Athens (Hy Lạp) (bằng máy bay) Moskva - Sankt-Peterburg – Kaliningrad – Murmansk – Arkhangelsk – Yakutsk – Vladivostok – Irkutsk – Novosibirsk – Kazan – Nizhny Novgorod – Volgograd – Rostov trên sông Đông – Astrakhan – Grozny – Sochi (Nga) |
| Pyeongchang 2018         | -    | -                     | -                      | Tương lai |
| Bắc Kinh 2022            | -    | -                     | 1200                   | Tương lai |

1. 1 2 3 4  Với Thế vận hội Lillehammer 1994, ngọn lửa dành cho lễ rước đuốc quốc gia được thắp sáng tại quê của Sondre Norheim ở Morgedal, nơi mà ngọn lửa được thắp sáng theo các tương tự các năm 1952 & 1960. Kế hoạch ban đầu nó được kết hợp với ngọn lửa Olympic chính thức tại Oslo nhưng không thực hiện do sự phản đối của Hy Lạp; chỉ có ngọn lửa chính thức được sử dụng tại lễ khai mạc. Tất cả các thống kê chỉ là lễ rước đuốc quốc gia. Ngọn lửa Morgedal đã được duy trì và sử dụng tại Paralympic Mùa đông 1994.

## Thế vận hội trẻ Mùa hè
| Nơi diễn ra Thế vận hội | Ngày | Tổng quãng đường (km) | Tổng số người cầm đuốc | Quãng đường |
| ----------------------- | ---- | --------------------- | ---------------------- | --- |
| Singapore 2010          | 22   | 26.700+               | 2.400+                 | Olympia (Hy Lạp) – Berlin (Đức) - Dakar (Senegal) - Thành phố México (México) - Auckland (New Zealand) - Seoul (Hàn Quốc) - Singapore |
| Nam Kinh 2014           | 108  |                       | 104                    | Athens (Hy Lạp) - 258 địa điểm trực tuyến của 204 quốc gia tham dự - Nam Kinh (Trung Quốc)                                            |
| Buenos Aires 2018       | -    | -                     | -                      | Tương lai |

## Thế vận hội trẻ Mùa đông
| Nơi diễn ra Thế vận hội | Ngày | Tổng quãng đường (km) | Tổng số người cầm đuốc | Quãng đường |
| ----------------------- | ---- | --------------------- | ---------------------- | --- |
| Innsbruck 2012          | 18   | 3.573                 | 2.012                  | Athens (Hy Lạp) - Innsbruck - Bregenz - St. Anton am Arlberg - Lienz - Klagenfurt - Semmering - Viên - Graz - Eisenstadt - St. Pölten - Linz - Salzburg - Schladming - Seefeld in Tirol - Kühtai - Kufstein - Innsbruck (Áo) |
| Lillehammer 2016        | -    | -                     | -                      | Tương lai |
| Lausanne 2020           | -    | -                     | -                      | Tương lai |